# John Bryant
John Bryant (ur. 13 czerwca 1987 w Berkeley) – amerykański koszykarz występujący na pozycji środkowego, obecnie zawodnik Paderborn Baskets.
W 2009 reprezentował Sacramento Kings podczas letniej ligi NBA w Las Vegas, rok później występował w Milwaukee Bucks.
8 listopada 2020 dołączył do zespołu Paderborn Baskets, występującego w II lidze niemieckiej (ProA).

## Osiągnięcia
Stan na 17 listopada 2020, na podstawie, o ile nie zaznaczono inaczej.
NCAA
- Zawodnik roku konferencji West Coast (WCC – 2009)[6]
- Zaliczony do:
  - I składu:
    - WCC (2008, 2009)
    - turnieju WCC (2008, 2009)
    - najlepszych pierwszorocznych zawodników WCC (2006)

  - składu honorable mention All-American (2009 przez Associated Press)
- Uczestnik meczu gwiazd NCAA – Reese's College All-Star Game (2009)
- Lider WCC w:
  - zbiórkach (2008, 2009)
  - blokach (2008, 2009)
  - skuteczności rzutów z gry (2008, 2009)

Drużynowe
- Mistrz Niemiec (2014)
- Wicemistrz Niemiec (2012, 2015)
- Zdobywca Pucharu Liderów Francji (2017)
- 2. miejsce w:
  - pucharze Niemiec (2013, 2016)
  - superpucharze Niemiec (2012, 2014)
- 3. miejsce:
  - podczas:
    - Ligi Mistrzów (2017)
    - mistrzostw Niemiec (2013)

  - w pucharze Niemiec (2012)
- 4. miejsce:
  - podczas mistrzostw Niemiec (2016)
  - w pucharze Niemiec (2014)

Indywidualne
- MVP:
  - ligi niemieckiej BBL (2012, 2013)
  - meczu gwiazd ligi niemieckiej (2012, 2013)
  - kolejki Eurocup (4 – TOP 16, 1 mecz ćwierćfinałów – 2012/2013)
- Najbardziej efektywny zagraniczny zawodnik BBL (2018, 2019)
- Najlepszy ofensywny zawodnik BBL (2013, 2019)
- Zaliczony do:
  - I składu:
    - Eurocup (2013)
    - niemieckiej ligi BBL (2011–2013, 2015, 2018)

  - II składu ligi niemieckiej (2019)
  - honorable mention D-League (2010)
- Uczestnik meczu gwiazd ligi niemieckiej BBL (2012–2015)
- Lider w zbiórkach:
  - Eurocup (2013)
  - ligi niemieckiej (2011–2013, 2018, 2019)